# 日本電腦設計專門學校
日本电脑设计専門学校（日语：／；以下写作JICD）是東京都新宿区曾经有过的一所IT系专门学校。

## 沿革
- 1984年　JICD的前身专门学校日本情報工学院成立。有专修学校（日语：専修学校）认可。
- 1985年　情报处理专业成立。
- 1990年　CG专业成立。
- 1994年　情報处理专业改名为OA情報专业，CG专业改为CG游戏软件设计专业。
- 1995年　文部科学省认定了其专门士（日语：専門士）称号。
- 1996年　更名为日本电脑设计専門学校。OA情報专业改为SE游戏软件专业，CG游戏软件设计专业改为CG设计专业。
- 2001年　SE游戏软件专业改为网络商务专业。
- 2004年　CG设计专业改为视觉设计师专业，专攻漫画、插画表現。
- 2011年　因为学生减少，所以废校了[1]。

## 設置专业、课程
二年制
- 视觉设计师专业
  - 专攻漫画表现
  - 专攻插画表现
- 网络商务专业

## 同好会
- 插画研究会 （同好会每个夏天、冬天都定期参加CM展会。）

## 所在地
- 東京都新宿区大京町31-24

## 访问
- 最近车站
  - JR總武本線　千駄谷站、信濃町站
  - 都營地下鐵大江戸線　國立競技場站

## 有关学校
以下的学校和本校由同集团所有。
- 格雷格外语专门学校（日语：グレッグ外語専門学校）
- 格雷格外语专门学校新宿校
- 格雷格外语专门学校横浜校

## 联系方式
平成23年（2011年）2月末，学校关闭，联系方式变更为“格雷格外语专门学校新宿校”。

## 脚注
1. ↑  .   [2019-06-01]. （原始内容存档于2011-05-26）.